# گیفرو
گیفرو (انگلیسی: Givro) شرکت بازی ویدئویی ژاپنی است، که در سال ۱۹۸۹ تأسیس شد.